# Ctenochilus maximus
Ctenochilus maximus är en stekelart som beskrevs av Giordani Soika 1962. Ctenochilus maximus ingår i släktet Ctenochilus och familjen Eumenidae. Inga underarter finns listade i Catalogue of Life.